# Kasbach-Ohlenberg
Kasbach-Ohlenberg település Németországban, Rajna-vidék-Pfalz tartományban. Lakosainak száma 1441 fő (2023. december 31.).

## Népesség
A település népességének változása:
| Lakosok száma | 1394 | 1381 | 1414 | 1411 | 1441 |
|               | 2017 | 2019 | 2021 | 2022 | 2023 |